# SN 2007tx
SN 2007tx – supernowa typu Ia odkryta 5 listopada 2007 roku w galaktyce A022833-0835. Jej jasność pozostaje nieznana.